# Pseudagrion ignifer
Pseudagrion ignifer är en trollsländeart. Pseudagrion ignifer ingår i släktet Pseudagrion och familjen dammflicksländor. IUCN kategoriserar arten globalt som livskraftig.

## Underarter
Arten delas in i följande underarter:
- P. i. ignifer
- P. i. aureum